# Karen Dissing
Karen Dissing Melega (12. marts 1937 i Bedsted – 21. juli 1988) var en dansk journalist og forfatter.
Dissing arbejdede i flere år som freelancekorrespondent i Italien for Dagbladet Information og Danmarks Radio. Hjemvendt til Danmark var hun fra 1977 til 1979 ansat ved TV Avisen.
I 1977 modtog hun Gyldendals boglegat. 
Karen Dissing er begravet på Assistens Kirkegård i København.